# Diadeemroodstaart
De diadeemroodstaart (Phoenicurus moussieri) is een zangvogel uit de familie Vliegenvangers en het geslacht Phoenicurus (roodstaartjes).

## Kenmerken
De vogel is 12 tot 13 cm lang. Het mannetje is onmiskenbaar door de brede, witte wenkbrauwstreep die doorloopt tot de hals (als een diadeem). Hij heeft witte vlekken op de verder donkere vleugels, een donker "masker" rond het oog en hij is verder roestrood op keel, borst en buik. Het vrouwtje is minder opvallend; zij lijkt sterk op het vrouwtje van de gekraagde roodstaart, maar dan met een kortere staart en meer (roest)rood op de buik en borst.

## Verspreiding en leefgebied
Deze soort komt voor in noordwestelijk Afrika, met name in het Atlasgebergte van zuidelijk Marokko, noordelijk Algerije en noordelijk Tunesië. Het leefgebied bestaat uit ruig, droog, heuvelachtig en stenig terrein met een overwegend struikachtige vegetatie met hoogstens verspreid her en der bomen. De vogel komt voor tussen de 500 en 3200 meter boven de zeespiegel.

## Status
De grootte van de populatie is niet gekwantificeerd. Men veronderstelt dat de soort in aantal stabiel is. Om deze redenen staat de diadeemroodstaart als niet bedreigd op de Rode Lijst van de IUCN.